# Colombia Humana
Colombia Humana è un partito politico colombiano di sinistra. È guidato dal presidente della Colombia Gustavo Petro, che ne è stato anche il fondatore.
Dal 2021 fa parte della coalizione Pacto Histórico insieme ad altri partiti, tra i quali: Movimiento Alternativo Indígena y Social, Partido del Trabajo de Colombia, Polo Democratico Alternativo, Unidad Democrática, Todos Somos Colombia e Unión Patriótica-Partido Comunista.